# ミハエル・ライツィハー
- ミハエル・レイジハー

ミハエル・ヨン・ライツィハー（Michael John Reiziger, 1973年5月3日 - ）は、オランダ・アムステルダム出身の元同国代表サッカー選手、現サッカー指導者。現役時代のポジションはDF。2019年よりアヤックス・アムステルダムのアシスタントコーチを務める。
しばしば「レイジハー」「レイツィハー」などとも表記される。また、名の「ミハエル」はオランダ語でも正確には「マイケル」と発音される。

## 経歴

### アヤックス
1990-91シーズン、アヤックス・アムステルダムにてトップチームデビューを果たし、プロキャリアをスタートさせた。当時は右ウイングだった。デビューから最初の2シーズンはほとんど出場機会を貰えず、1991-92シーズンにクラブはUEFAカップを制しているが、ライツィハー自身はまったく貢献できなかった。そこで3年目の冬の移籍市場でFCフォレンダムにハーフシーズンのレンタルをした。しかし、フォレンダムでもレギュラーに定着できず、翌1993-94シーズンに再びレンタルでFCフローニンゲンに移籍し、初めてフルシーズンをレギュラーとしてプレーし、34試合に出場して6得点を記録。十分な結果を残してアヤックスに復帰すると、当時アヤックスの監督だったルイス・ファン・ハールはライツィハーを一列後ろにコンバートし、右サイドバックのポジションを与えた。この変化が功を奏し、当時人材不足だった右サイドバック問題を解決すると同時にライツィハー自身もこれからのキャリアにおける重要なターニングポイントとなった。

### ACミラン
フローニンゲンからアヤックスに復帰した2シーズン後、イタリアの名門ACミランに移籍した。ミランは前シーズンのセリエAを優勝していたため、当然今季も優勝候補とみられていたが、シーズンを11位でフィニッシュ。ライツィハーもリーグ戦わずか10試合の出場に留まり、その様子を見かねたファン・ハールは、アヤックスでの成功を機に就任したFCバルセロナにライツィハーを呼び寄せた。

### FCバルセロナ
1997年、後に7年を過ごすことになるFCバルセロナに移籍した。加入1年目からレギュラーに定着し、バルセロナでの初年度はリーグタイトルに加えコパ・デル・レイ、UEFAスーパーカップという計3つものタイトルを獲得した。2シーズン目には古巣アヤックスの同僚だったパトリック・クライファート、ロナルド/フランク兄弟がバルセロナにやってきた。彼らと共にライツィハーもチームの主軸として活躍し、リーグ2連覇を達成した。しかし、翌1999-00シーズンは無冠に終わった。

### キャリア終盤
2004年にバルセロナを退団後は、1シーズンミドルズブラFCに在籍。2005-06シーズンから2シーズンはPSVアイントホーフェンでプレーしていた。
現役引退後は指導者の道を歩み、2017-18シーズンよりアヤックス・アカデミーの監督に就任することが発表された。

## 代表経歴
1994年、UEFA EURO '96予選のノルウェー戦でオランダ代表デビューを果たした。この初招集以降ポルトガルで開催されたUEFA EURO 2004までの10年もの間、長らくオランダの右サイドバックにおけるファーストチョイスとして活躍した。この10年間で3回のEUROと1度のワールドカップに出場した。また、ドイツ代表との親善試合にて自身唯一の代表ゴールを挙げている。EURO2004終了後、オランダ代表から退くことを決めた。代表出場数は72試合だった。その後、2008年に代表復帰を考えたが、当時の代表監督マルコ・ファン・バステンから不必要と判断され、代表復帰の話はなくなった。

## 代表歴

### 出場大会
- オランダ代表
  - 1998 FIFAワールドカップ (ベスト4)

### 試合数
- 国際Aマッチ 72試合 1得点（1994年-2004年）[2][3]

| オランダ代表 | 国際Aマッチ | 国際Aマッチ |
| 年           | 出場        | 得点        |
| ------------ | ----------- | ----------- |
| 1994         | 1           | 0           |
| 1995         | 5           | 0           |
| 1996         | 9           | 0           |
| 1997         | 7           | 0           |
| 1998         | 11          | 1           |
| 1999         | 5           | 0           |
| 2000         | 8           | 0           |
| 2001         | 5           | 0           |
| 2002         | 6           | 0           |
| 2003         | 8           | 0           |
| 2004         | 7           | 0           |
| 通算         | 72          | 1           |

## タイトル
アヤックス
- エールディヴィジ : 1994-95, 1995-96
- KNVBカップ : 1992-93
- ヨハン・クライフ・スハール : 1994, 1995
- UEFAチャンピオンズリーグ : 1994-95
- UEFAカップ : 1991-92
- UEFAスーパーカップ : 1995
- インターコンチネンタルカップ : 1995

バルセロナ
- プリメーラ・ディビシオン : 1997-98, 1998-99
- コパ・デル・レイ : 1997-98
- UEFAスーパーカップ : 1997

PSV
- エールディヴィジ : 2005-06, 2006-07